# Musik Hug
Musik Hug ist eine in Zürich ansässige Unternehmensgruppe im Bereich Musik und Musikinstrumente, bestehend aus dem Detailhandelsunternehmen Musik Hug AG und dem Grosshandelsunternehmen Musica Nova AG. Die Firma wurde 1807 gegründet und war während über 200 Jahren im Besitz der Gründerfamilie Hug. Die Gruppe Musik Hug ist seit Mitte Oktober 2017 im Besitz der Musikpunkt AG mit Sitz in Luzern.
Musik Hug ist spezialisiert auf den Handel von Musikinstrumenten, Musiknoten und -büchern sowie auf die Pflege und Reparatur von Tasten-, Blas-, Perkussions- und Saiteninstrumenten. Die Gruppe beschäftigt heute schweizweit rund 150 Mitarbeitende in den Bereichen Detailhandel, Grosshandel, Administration, Instrumentenbau/-reparatur und Pianoservice.

## Leitung
Geschäftsführer ist Adrian Lohri, Verwaltungsratspräsident ist Kurt Sidler. Bis zur Übernahme durch Musikpunkt AG im Oktober 2017 war Erika Hug (1945–2021) – eine direkte Nachfahrin des Gründers – Geschäftsführerin, Verwaltungsratspräsidentin und Eigentümerin der Gruppe Musik Hug.

## Standorte
Der Stammsitz des Unternehmens befindet sich am Limmatquai in Zürich – direkt neben dem Grossmünster. Musik Hug ist an verschiedenen weiteren Standorten in der Schweiz vertreten. Die Verkaufsstandorte befinden sich in Allschwil (BS) und in Kriens (LU). Zudem betreibt Musik Hug die exklusiven Steinway Piano Galleries in Zürich, Bern, Lausanne und Genf. Weiter verfügt Musik Hug über hauseigene Klavierwerkstätten mit Verkaufsausstellungen in Zürich, Bülach (ZH), Allschwil (BS), Bern, Kriens (LU), Ecublens (VD), Neuchâtel (NE) und Genf.

## Geschichte
Gegründet wurde das Unternehmen 1807, als der Pfarrer Jakob Christian Hug das Musikaliengeschäft und den Musikverlag von Hans Georg Nägeli übernahm. Im Laufe seiner Geschichte passte sich das Unternehmen ständig den musikalischen Bedürfnissen der Gesellschaft an: In den ersten Jahrzehnten spielte insbesondere der Verlag für Gesangsnoten für bürgerliche Kreise eine Rolle. In der Mitte des 19. Jahrhunderts wurden in der Schweiz zahlreiche Sängervereine gegründet und es war Hug, welcher die weit verbreiteten Liederbücher des 1842 gegründeten Eidgenössischen Sängervereins herausbrachte. 1865 bekam Hug die Schweizer Alleinvertretung von Steinway & Sons. 1885 wurde eine Filiale in Leipzig gegründet, durch die Hug zum wichtigsten Chorverlag des deutschsprachigen Raums in der damaligen Zeit wurde. In der zweiten Hälfte des Jahrhunderts wurde die Hausmusik populär und dadurch der Instrumentenhandel zum wichtigsten Zweig des Unternehmens, wobei dieses auch das damals wahrscheinlich grösste Sortiment an Instrumentalnoten anbot: Der Katalog für Harfenmusik umfasste 31, der für Mandoline 160 Seiten. Als Anfang des 20. Jahrhunderts der Plattenspieler aufkam, gehörte er zum Hug-Sortiment und zusätzlich richtete Hug im damaligen Geschäft einen Saal für Schallplattenkonzerte ein. Als sich in den Zwanzigerjahren das Radio verbreitete, war es Musik Hug, der den Radiostudios in Zürich und Basel nicht nur das Plattensortiment, sondern auch die technische Ausstattung lieferte. Als CDs populär wurden, richtete Hug mehrere Filialen zu diesem Zweck ein.
Seit Abflauen der CD-Verkäufe konzentriert sich Musik Hug wieder auf das Kerngeschäft. Dazu gehören der Handel, die Reparatur und der Bau von Musikinstrumenten und Musiknoten – mit besonderem Fokus auf Klaviere und Flügel, Blas- und Perkussionsinstrumente sowie Streich- und Zupfinstrumente. 2003 übernahm Musik Hug das Unternehmen Jecklin & Co. AG, den zweitgrössten Schweizer Instrumentenverkäufer zu jenem Zeitpunkt. Im Oktober 2017 wurde die Gruppe Musik Hug von der Musikpunkt AG mit Sitz in Luzern übernommen.

## Musik Hug und Steinway & Sons
Musik Hug und Steinway & Sons blicken auf eine langjährige Zusammenarbeit zurück. Sie pflegen seit Beginn der Geschichte von Steinway & Sons vor über 150 Jahren eine enge Partnerschaft. Emil Hug knüpfte 1865 die Beziehung zu Steinway & Sons New York und erwarb die Alleinvertretung. Die Partnerschaft dauert ununterbrochen bis heute an – Musik Hug ist damit der älteste aktive Handelspartner von Steinway & Sons weltweit.
Heute werden die Klaviere und Flügel von Steinway & Sons in den Steinway Piano Galleries in Zürich, Bern, Lausanne und Genf von Musik Hug vertrieben. In diesen Kompetenzzentren beraten speziell geschulte Experten, die sich mit den technischen und klanglichen Eigenschaften dieser Instrumente intensiv befassen.

## Stiftung «Kind und Musik»
Zum Unternehmensjubiläum 1982 gründete das Unternehmen die Stiftung «Kind und Musik», mit dem Ziel, «Aktivitäten zu entfalten oder zu unterstützen, die auf lebendige und anschauliche Weise das Kind zur Musik führen und zur Entwicklung der musikalischen Ausdrucksfähigkeit beitragen». Sie unterstützt ausserordentliche musikalische Aktivitäten mit und für Kinder in der Schweiz.